# Резе, Георг Эрнст
Георг Эрнест Резе (нем. George Ernst Rese) — инженер, военный фортификатор, архитектор и управляющий строительством Новодвинской крепости в Архангельской губернии России.

## Личная жизнь
Родился в Берлине, который в 1673 году был столицей маркграфства Бранденбург, в семье учителя гражданских прав Франкфуртской академии. Образование получал сначала при дворе курфюрста Фридриха Вильгельма III и затем в инженерной академии.
С 1690 года служил в армии курфюршества Бранденбург, которая воевала против Франции в 9-летней войне (война Аугсбургской лиги).
За шесть лет усовершенствовал свои инженерные знания, учитывая то, что в этой войне важнейшая роль принадлежала не столько полководцам, сколько искусству военных инженеров, в том числе таким как Себастьен Вобан и Менно Кугорн.
В феврале 1696 году курфюст Фридрих Вильгельм III по просьбе русского царя Петра I Великого, отправил команду в составе военных инженеров Георга Резе, Давида Генриха Гольцмана и четырёх «огнестрельных художников» (предполагается, фейерверкеров) в помощь русской армии. Уже в мае вся команда из 6 человек была направлена для участия во взятии турецкой крепости Азов в новгородский разрядный полк под командование Алексея Шеина.
Георг Резе участвовал в подготовке взятия крепости Азов в 1696 году. Крепость сдалась менее чем через месяц, а инженер получил ранение «мушкетной пулей в правое плечо». Раненый Резе был отправлен в Москву и помещён в госпиталь — на лечение ушло 2 года, что позволило ему в совершенстве выучить русский язык.
Также, в 1698 году был направлен в Смоленскую крепость для осмотра существующих укреплений и совершенствования их.
В марте 1701 года Резе как военный фортификатор и инженер был направлен в город Архангельск на замену Иоана Адлера, так как Петра I не устраивала работа последнего. В связи с поступающими сведениями из Швеции о подготовке военной морской экспедиции на север России для ликвидации верфей строительства русских военных кораблей в Архангельске, решено было построить морскую крепость для защиты города.
На выбранном месте, в 17 км от города Архангельска, на острове Линский Прилук в дельте реки Северная Двина, была запроектирована оборонительная крепость.

## Новодвинская крепость, 1701 год
Апраксин Федор Матвеевич, также как и Георг Резе, участник взятия крепости Азов и руководящий строительством русского флота, получил Указ Петра Первого о прибытии инженера для строительства Новой крепости, начиная с весны 1701 года.
18 апреля 1701 года Георг Резе прибыл в Архангельск. Река Северная Двина была подо льдом, инженер на санях ездил и выбирал место размещения крепости.
12 мая 1701 года Резе представил план крепости. Это была первая каменная бастионного типа крепость в России, выстроенная в прибрежной зоне для защиты фарватера судоходной реки.
14 мая 1701 года Петру I сообщили, что площадка готова под строительство, был убран весь снег и вырублены кусты.
Активно помогал и контролировал ход строительства архиепископ Холмогорский и Важский Афанасий.
12 июня 1701 года было официально начато строительство оборонительной крепости.
В крепости был комендант, глава Семиградской ратуши (особого органа по организации строительных работ), дьяк Фёдор Гусев.
Стольник Сильвестр Петрович Иевлев отвечал за материальную часть и надзор за производством работ на строительстве крепости.
Командир Холмогорского полка Григорий Животовский, отвечал за безопасность фарватера.
В начале июля 1701 года шведские корабли подошли к Новодвинской крепости, где произошел бой.
Инженер Георг Резе, после того как в самом начале сражения был убит Григорий Животовский, взял на себя командование пушечной батереей.
25 июня 1701 года в артиллерийской дуэли была одержана первая победа над шведами в Северной войне (1700-1721).

## Жизнь в Архангельске
В 1705 году строительство Новой крепости было окончено, но до 1724 года производились улучшения. Ежегодно на строительстве крепости работало в среднем 2 тыс.человек.
В 1709—1710 году Резе управляет строительством на острове Марков, рядом с Новодвинской крепостью, где был организован государев двор Петра I. Уже в XX веке, домик Петра I, как «походная светлица» был перевезён в музей-усадьбу Коломенское в Москве.
20 июня 1720 года новым Указом Петра Первого Георгу Резе было поручено измерение устья Северной Двины для планирования оборонительных сооружений.
До 1724 года Резе проживал в Архангельске, управлял строительными работами, ежегодно ездил к царскому двору и отчитывался о потраченных средствах, а также утверждал бюджет на следующий год.
На территории крепости была построена церковь апостолов Петра и Павла (сгорела в 1877 году). Первое время крепость называлась Новая крепость на Двине, затем Петропавловская крепость и Новая двинская крепость. Окончательный вариант — Новодвинская крепость. Её в 1819 году посетил император Александр I.
Информация о дате смерти, месте захоронения и семье Георга Резе отсутствует.